# Aenictus artipus
Aenictus artipus (лат.) — вид муравьёв-кочевников рода Aenictus. Эндемики Юго-Восточной Азии (Вьетнам, Китай, Таиланд).

## Описание
Длина рабочих около 3 мм (от 3,2 до 3,3 мм). От близких видов (округлым проподеумом и гладким и блестящим телом сходен с Aenictus sagei, Aenictus wroughtonii) отличается следующими признаками: субпетиолярным выступом с угловатым антеровентральным углом и плотной пунктировкой в верхней части мезо- и метаплевр.
Усики 10-члениковые. Голова гладкая и блестящая. Клипеус по переднему краю с несколькими зубчиками. На жвалах около 10 зубцов. Основная окраска желтовато-коричневая. Стебелёк между грудкой и брюшком у рабочих состоит из двух члеников, а у самок и самцов — из одного (петиоль). Глаза у рабочих отсутствуют. Промезонотальная борозда не развита, пронотум и мезонотум слиты.